# Michaił Niekrasow
Michaił Pietrowicz Niekrasow (ros. Михаил Петрович Некрасов, ur. 1911 we wsi Babygino w guberni twerskiej, zm. 1970 w Moskwie) – funkcjonariusz radzieckich organów bezpieczeństwa, pułkownik, ludowy komisarz spraw wewnętrznych Jakuckiej ASRR (1939-1941) i ludowy komisarz bezpieczeństwa państwowego Jakuckiej ASRR (1941).

## Życiorys
Od 1931 aktywista WKP(b), inspektor wydziału oświaty politycznej komitetu wykonawczego rady rejonowej w obwodzie zachodnim (później smoleńskim), kierownik gabinetu rejonowego komitetu WKP(b), sekretarz odpowiedzialny rejonowego komitetu Komsomołu w Trubecku przy związku sowchozów. 1934-1938 studiował w Moskiewskim Uniwersytecie Państwowym, następnie od kwietnia do grudnia 1938 pracował w centralnym aparacie NKWD ZSRR w Moskwie, 17 stycznia 1939 mianowany kapitanem bezpieczeństwa państwowego. Od 5 lutego 1939 do 26 lutego 1941 ludowy komisarz spraw wewnętrznych Jakuckiej ASRR, następnie od 26 lutego do 31 lipca 1941 ludowy komisarz bezpieczeństwa państwowego Jakuckiej ASRR. Od października 1941 do sierpnia 1942 szef wydziału kontrwywiadowczego Zarządu NKWD obwodu omskiego, od sierpnia 1942 do lutego 1943 szef Oddziału I Wydziału Specjalnego NKWD Frontu Woroneskiego, 11 lutego 1943 mianowany podpułkownikiem NKWD i zastępcą szefa Wydziału Specjalnego NKWD/Oddziału Kontrwywiadu 69 Armii. Od sierpnia 1943 do sierpnia 1944 szef Wydziału Operacyjnego Głównego Zarządu ds. Jeńców Wojennych i Internowanych NKWD ZSRR, od sierpnia 1944 do marca 1945 szef Wydziału Operacyjnego Obiektu nr 20/W Głównego Zarządu ds. Jeńców Wojennych i Internowanych NKWD ZSRR, następnie przez rok w rezerwie NKWD. Od marca 1946 do grudnia 1947 szef Sekretariatu I Wydziału Specjalnego MWD ZSRR, od grudnia 1947 do maja 1949 szef Oddziału Wydziału II Głównego Zarządu ds. Walki z Bandytyzmem MWD ZSRR, od 11 maja 1949 szef Oddziału IV Wydziału Głównego Zarządu MWD ZSRR, od października 1949 do stycznia 1951 w MGB ZSRR, 5 listopada 1949 mianowany pułkownikiem. 1951-1954 pomocnik szefa Inspekcji Głównego Zarządu Milicji MGB/MWD ZSRR, następnie zastępca szefa Wydziału Paszportowo-Rejestracyjnego Głównego Zarządu Milicji MWD ZSRR, 3 lipca 1956 zwolniony i przeniesiony w stan spoczynku. Odznaczony Orderem Czerwonej Gwiazdy, Orderem „Znak Honoru” (26 kwietnia 1940) i czterema medalami.